# Hôn nhân cùng giới ở Oregon
Hôn nhân cùng giới đã được công nhận hợp pháp tại Oregon kể từ ngày 19 tháng 5 năm 2014, khi một thẩm phán Tòa án Quận Liên bang Hoa Kỳ phán quyết rằng sửa đổi hiến pháp tiểu bang Oregon năm 2004 cấm các cuộc hôn nhân bị phân biệt đối xử dựa trên xu hướng tình dục vi phạm Điều khoản Bảo vệ Bình đẳng của Liên bang Hiến pháp. Một chiến dịch sau đó đang được tiến hành để giành được sự chấp thuận của cử tri về việc sửa đổi hiến pháp hợp pháp hóa hôn nhân cùng giới đã bị đình chỉ sau quyết định này. Vào tháng 7 năm 2015, Thống đốc Oregon đã ký thành luật một dự luật được cơ quan lập pháp tiểu bang thông qua để mã hóa hôn nhân trung lập về giới tính trong các đạo luật khác nhau của Oregon. Thay đổi luật có hiệu lực vào ngày 1 tháng 1 năm 2016.
Oregon bắt đầu công nhận hôn nhân cùng giới từ các khu vực pháp lý khác vào tháng 10 năm 2013. Quan hệ đối tác trong nước đã được cho phép kể từ năm 2008.
Vào tháng 3 và tháng 4 năm 2004, Quận Multnomah đã cấp giấy phép kết hôn cho hơn 3.000 cặp cùng giới cho đến khi được một thẩm phán nhà nước ra lệnh ngừng làm như vậy. Vào tháng 11, cử tri Oregon đã phê chuẩn một sửa đổi Hiến pháp Nhà nước khiến chính sách của nhà nước chỉ công nhận những cuộc hôn nhân "giữa một nam và một nữ". Hiệu lực của các giấy phép được cấp vào mùa xuân trước đã bị tranh cãi và Tòa án Tối cao Oregon đã ra phán quyết vào tháng 4 năm 2005 rằng việc sửa đổi hiến pháp mới được thông qua đã vô hiệu hóa chúng.